# Хосокава Моріхіро
Моріхіро Хосокава (яп. 細川 護煕; нар. 14 січня 1938, Токіо) — японський політик, який займав пост Прем'єр-міністра Японії з 9 серпня 1993 року по 28 квітня 1994.

## Ранні роки
Народився в 1938 в Токіо в знатній самурайської сім'ї. Його прадід по материнській ліній, Фумімаро Коное, був великим політиком довоєнного часу і займав пост прем'єр-міністра Японії. Закінчивши в 1961 році Університет Софія (Дзьоти), Хосокава став працювати журналістом у газеті Асахі Сімбун. У 1971 році він був обраний в нижню палату парламенту по загальнонаціональному списку Ліберально-демократичної партії (ЛДП). Залишивши в 1983 році роботу в Парламенті, Хосокава зайняв посаду губернатора префектури Кумамото, на якій залишався до 1991 року. У травні 1992 року, заявивши, що більше не може залишатися в партії з настільки високим рівнем корупції, Хосокава покинув ЛДП і заснував Нову партію Японії.

## Прем'єр-міністр
На липневих виборах 1993 ЛДП вперше втратила більшість у Парламенті. У цій ситуації виникло два варіанти: або коаліція ЛДП з іншими партіями, або широка коаліція всіх партій, включаючи найдрібніші, але без ЛДП. Спроби ліберал-демократів домовитися про формування коаліції не принесли результатів, і на засіданні нижньої палати парламенту 6 серпня 1993 перемогу здобула опозиційна коаліція, що складається з семи партій і одного політичного об'єднання. Моріхіро Хосокава, глава Нової партії, був обраний новим прем'єр-міністром.
У квітні 1994 змушений піти у відставку.

## Пізні роки
У 1996 вступив до Партії нових рубежів, а в 1998 перейшов в Демократичну партію. У травні того ж року він залишив політику.
Вийшовши на пенсію, він зайнявся виготовленням керамічних виробів і став проводити виставки зі своїми роботами. Також сьогодні він є радником в газеті The Japan Times.